# カーヴァ・マナーラ
カーヴァ・マナーラ（伊: Cava Manara）は、イタリア共和国ロンバルディア州パヴィーア県にある、人口約6,600人の基礎自治体（コムーネ）。

## 地理

### 位置・広がり

#### 隣接コムーネ
隣接するコムーネは以下の通り。
- バスティーダ・パンカラーナ
- ブレッサーナ・ボッタローネ
- カルボナーラ・アル・ティチーノ
- レーア
- サン・マルティーノ・シッコマーリオ
- ソンモ
- トラヴァコ・シッコマーリオ
- ジナスコ

### 気候分類・地震分類
気候分類では、zona E, 2619 GGに分類される。
また、イタリアの地震リスク階級 (it) では、zona 3 (sismicità bassa) に分類される
。

## 行政

### 分離集落
カーヴァ・マナーラには、以下の分離集落（フラツィオーネ）がある。
- Aliarolo, Borra, Brondelli, Burroni, Ca' Matta, Cascina Roveda, Casearia, Casotti, Favone, Gallo, Gerre Chiozzo, Mandella, Mezzana Corti, Pülé, Rotto, Spessa, Torre de' Torti, Tre Re